# 巴布亚檀香
巴布亚檀香（学名：Santalum papuanum），为檀香科檀香属下的一个植物种。